# Epigynopteryx punctata
Epigynopteryx punctata là một loài bướm đêm trong họ Geometridae.